# حسن دیالو
حسن دیالو (انگلیسی: Hassan Diallo؛ زادهٔ ۱۷ آوریل ۱۹۸۹) بازیکن فوتبال اهل چاد است.
وی همچنین در تیم ملی فوتبال چاد بازی کرده است.